# Peter Green (glazbenik)
Peter Green (rođenjem Peter Allen Greenbaum, London, 29. listopada
1946. – London, 25. srpnja 2020.) je britanski blues-rock gitarist i osnivač sastava Fleetwood Mac.
Peter Green bio je centralna figura drugog velikog vala britanskog bluesa. Za njega je B. B. King rekao: On ima najslađi ton koji sam ikad čuo, on je jedini od čijeg me sviranja oblije hladni znoj. Greenova gitara zvučala je poput violine, jako je zatezao žice i koristio vibrato, ali bez puno petljanja, vrlo ekonomično i vrlo elegantno. Koristio je različite gitare, ali je bio najpoznatiji po jedinstvenom i neponovljivom zvuku svoje 1959 Gibson Les Paul gitare.
Green je stavljen na 38. mjesto liste 100 najboljih gitarista svih vremena časopisa Rolling Stone. Časopis Guitar Player proglasio je zvuk njegove gitare u pjesmi The Super-Natural jednim od 50 najboljih gitarističkih zvukova svih vremena.

## Životopis

### Karijera s John Mayallovim Bluesbreakersima
Peter Green je isprva svirao solo gitaru u sastavu Petera Bardena, Peter Bardens 
Looners, 1966. 
Nakon tri mjeseca svirke, dobio je priliku da uskoči umjesto Erica Claptona u sastav John Mayall & the Bluesbreakers na tri nastupa. Nedugo zatim Clapton je otišao iz Bluesbreakersa za stalno, a na njegovo mjesto došao je Green. U intervjuu za Guitar Player 2000. g., Green je rekao da mu je uzor bio Eric Clapton Volio sam njegovu svirku, mogao je napraviti sve sa svojim 
Telecasterom, zvučao je apsolutno fantastično.
Green je snimio svoj prvi album Hard Road s Bluesbreakersima. Na albumu su bile dvije Greenove skladbe; "The Same Way" i "The Supernatural". Potonja pjesma bila je jedna od njegovih prvih dužih instrumentala, što će ubrzo postati zaštitni znak Petera Greena. Poput Claptona, čija je svirka na gitari inspirirala mlade da London iscrtaju grafitima "Clapton je Bog", sad su se pojavili grafiti "Green je Bog" zbog njegove odlične blues svirke.
Godine 1967. Green je odlučio osnovati svoj blues sastav, te je napustio Bluesbreakerse, nakon svega jednog albuma koji je realizirao s njima (isto je napravio i Clapton prije toga).

### Fleetwood Mac
Ime Greenovog novog sastava bilo je Fleetwood Mac. Izvorno je trebalo biti Peter 
Green's Fleetwood Mac, dva člana ritam sekcije Mick Fleetwood i John McVie, svirala su poput Greena, u Mayallovim Bluesbreakersima.
Krenuli su kao tipični blues-rock sastav i svirali blues klasike. Tad je Peter 
Green napisao Black Magic Woman, (tu pjesmu izvodio je kasnije Santana) i ona ih je izbacila u orbitu. Green je bio neosporni vođa sastava Fleetwood Mac u njihovom početnom razdoblju, i uspjehu u kasnim 1960-ih, kojeg su napravili s hitovima; Oh Well, Man of the World, The Green Manalishi i # 1 britanskih top ljestvica Albatross.
Nakon objavljivanja Albatrossa i velike slave koju im je taj hit donio, Peter Green se neuspješno borio s posljedicama uspjeha.  Naročito se počeo mijenjati nakon uzimanja
LSD-a, promijenio je odjeću, pustio bradu i stavio veliki križ na grudi.  Uzimanje LSD-a potaklo je oboljenje od shizofrenije.
1970. godine Peter Green je napustio sastav Fleetwood Mac.
Green se nakratko vratio u Fleetwood Mac, kad je Jeremy Spencer napustio grupu (Green je odletio u Amerika da im pomogne dovršiti turneju), on je također nepotpisani izvođač na njihovom albumu iz 1973. godine Pingvin, svirao je pjesmu 
Night Watch. Također je odsvirao dionicu u pjesmi Brown Eyes 1979. godine 
na albumu Tusk.

### Bolest i oporavak
Peteru Greenu je dijagnosticirana shizofrenija, duševna bolest koja se manifestira 
halucinacijama i paranojom. Nakon toga je proveo neko vrijeme u psihijatrijskim 
bolnicama sredinom 1970-ih.
1977. godine uhićen je zbog prijetnji svojem računovođi, Cliffordu Davisu, sa 
sačmaricom, ali točnost i okolnosti kako se to doista zbilo predmet su mnogih 
špekulacija. Najpopularnija je verzija da je tim činom Green je želio natjerati Davisa 
da mu prestane slati novac. Nakon toga incidenta upućen je na liječenje u psihijatrijsku ustanovu u London. Nakon oporavka radio je kao studijski glazbenik za kuću PVK Records krajem 1970-ih i početkom 1980-ih.  
Nakon tog bolest mu se povratila 1984. godine, te je nakon toga živio kao skitnica i 
pustinjak punih šest godina, sve dok ga nije izvukao njegov brat Len sa ženom, koji je došao živjeti s njim u Great Yarmouth, i tako mu uspio vratiti zdravlje.

### Oporavak
Krajem 1990-ih Peter Green se vratio na scenu s novim sastavom Peter Green 
Splinter Group. Sastav Splinter Group uspio je objaviti devet albuma u razdoblju 
1997.  - 2004.
Rad s tim sastavom pukao je 2004. tad je otkazana turneja i prekinuto snimanje 
nakon Greenova napuštanja sastava odlaska u Švedsku.
Nakon toga Green se pridružio British Blues All Stars, ali je njihova turneja 2005. također otkazana nakon smrti saksofonista Dicka Heckstall-Smitha.
Peter Green je u veljači 2009. nastupio sa svojim novim sastavom Peter Green 
and Friends.

## Diskografija

### Izdanja s Fleetwood Mac

#### Singl ploče
- I Believe My Time Ain’t Long / Rambling Pony (1967)
- Black Magic Woman / The Sun Is Shining (1968)
- Need Your Love So Bad / Stop Messin’ Round (1968)
- Albatross/ Jigsaw Puzzle Blues (1968)
- Man of the World / Someone’s Gonna Get Their Head Kicked In Tonite (1969)
- Oh Well Pt.1 / Oh Well Pt. 2 (1969)
- The Green Manalishi / World In Harmony (1970)

#### Albumi
- Fleetwood Mac (1968)
- Mr. Wonderful (1968)
- Then Play On (1969)
- English Rose (USA - 1969)
- Penguin (1973) samo  "Night Watch"

### Samostalna izdanja

#### Singl ploče
- Heavy Heart / No Way Out (1971)
- Beasts of Burden / Uganda Woman (1972) s Nigel Watsonom
- Apostle / Tribal Dance (1978)
- In the Skies / Proud Pinto (1979)
- Walkin' the Road / Woman Don't (1980)
- Loser Two Times / Momma Don'tcha Cry (1980)
- Give Me Back My Freedom / Lost My Love (1981)
- Promised Land / Bizzy Lizzy (1981)
- The Clown / Time for Me to Go (1982)
- Big Boy Now / Bandit (1983)

#### Albumi
- The End of the Game (1970)
- In the Skies (1979)
- Little Dreamer (1980)
- Whatcha Gonna Do? (1981)
- White Sky (1982)
- Kolors (1983)
- A Case for the Blues (1984)

### Albumi sa Splinter Group
- Peter Green Splinter Group (1997) Snapper Music SARCD 101
- The Robert Johnson Songbook (1998)
- Soho Session (1998)
- Destiny Road (1999) Snapper Music SMACD 817
- Hot Foot Powder (2000)
- Time Traders (2001)
- Me and the Devil (2001)
- Blues Don't Change (2001)
- Reaching The Cold 100 (2003)
- The Best Of Peter Green Splinter Group (2006 kompilacija)

## Vanjske poveznice
- Biografija Petera Greena na stranicama Fleetwood mac  Arhivirana inačica izvorne stranice od 5. travnja 2010. (Wayback Machine)